# 利益に対する平等な配慮
利益に対する平等な配慮の原則（りえきにたいするびょうどうなはいりょのげんそく、英語: principle of equal consideration of interests）は、ある行為を倫理的に評価する際には、その行為によって影響を受ける存在が持つ利益に対して平等に配慮しなければならないとする功利主義の原則。この用語は、ピーター・シンガーが『実践の倫理』で初めて用いた。
シンガーは、人間だけでなく感覚を持つあらゆる存在が配慮されるべき利益を持っており、それらすべての利益に対して平等に配慮すると、人種差別および性差別だけでなく種差別も否定されると考えた。人間も動物も、例えば痛みを避けることに対する利益を持っており、利益に対する平等な配慮の原則を適用すると、人種や性別に基づいて配慮を不平等に重みづけすることが倫理的に許容されないのと同様に、種に基づいて配慮を不平等に重みづけすることも倫理的に許容されないという結論が導かれる。
属する種と無関係にすべての存在の利益を平等に配慮するということは、すべての存在を同様に扱うということではない。例えば、車椅子に乗っている人と身体障害がない人の利益に対して平等に配慮するには、異なる扱いが必要である。また、猫には猫用の、犬には犬用の、人間には人間用の食事が必要であり、これらのニーズに対して平等に配慮するにも、やはり異なる扱いが必要である。
動物倫理に関する思想の起源の多くは18世紀のイギリスにさかのぼる。ジェレミ・ベンサムは『道徳および立法の諸原理序説』で、理性を持つかどうかではなく苦しむことができるかどうかが、利益を考慮するときに倫理的に重要なことであると書いた。これは、功利主義の立場から動物に対する倫理的な配慮を支持する思想の初期の例と考えられている。